# Arhiepiscopia Chișinăului
Arhiepiscopia Chișinăului este o arhiepiscopie ortodoxă înființată pe 13 august 1813. Primul titular al ei, numit de țarul Alexandru I al Rusiei, a fost Gavriil Bănulescu-Bodoni.
În anul 1919 a fost scoasă din componența Bisericii Ortodoxe Ruse și trecută sub ascultarea Bisericii Ortodoxe Române. Din 1992 este sufragană a Mitropoliei Basarabiei. 
Din 1918 și până în prezent a avut patru titulari: Anastasie Gribanovski, Nicodim Munteanu (ad interim), Gurie Grosu, Efrem Enăchescu și Petru Păduraru.